# Sonata para piano n.º 14 (Beethoven)
La sonata para piano n.º 14 en do sostenido menor, Op. 27 n.º 2, Quasi una fantasia, popularmente conocida como Claro de luna (en alemán: Mondscheinsonate), fue escrita por Ludwig van Beethoven en 1801 y publicada en 1802. La partitura está dedicada a la condesa Giulietta Guicciardi. Se trata de una de las obras más famosas del autor, junto con el primer movimiento de la Quinta Sinfonía, la bagatela para piano Para Elisa y la Novena Sinfonía.

## Historia

### Composición

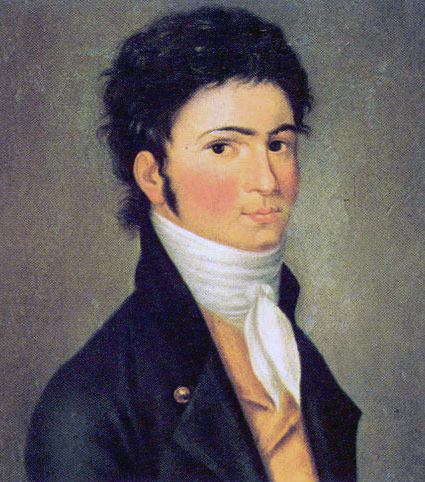
Beethoven en 1801.

La composición de la pieza se desarrolló durante el verano de 1801 en Hungría en una propiedad perteneciente a la familia del conde Anton II Brunswick. Ludwig había conocido en 1799 en Viena a Therese y Josephine, las hijas de este conde, que fueron en primer lugar sus alumnas y luego entablaron una gran amistad.
Las dos sonatas que conforman el opus 27, la n.º 13 y la n.º 14 "Claro de luna",  llevan el título "Quasi una fantasia" ("Casi una fantasía"). El término, que hace referencia al distanciamiento de la forma respecto de la sonata clásica de Mozart y Haydn, fue utilizado por Beethoven con cierta libertad. Si bien sonatas anteriores, como la n.º 12, o las de su último periodo, como la n.º 28, también introdujeron cambios en el género y llevaron otros títulos, tales como "Große Sonate für das Hammerklavier". 

### Publicación
La primera publicación de este opus fue llevada a cabo por el editor Giovanni Cappi en 1802 en Viena. El 3 de marzo de 1802 en el Wiener Zeitung se anunció la publicación conjunta de la sonata Op. 26 con el título "Grande Sonate" y las dos sonatas Op. 27 bajo el título "Quasi una fantasia". La portada de la primera edición de esta sonata está en italiano y dice así:

«Sonata Quasi una Fantasia per il Clavicembalo o Piano-forte composta e dedicata alla Damigella Contessa Giulietta Guicciardi da Luigi van Beethoven, Opera 27 No. 2. In Vienna presso Gio. Cappi Sulla Piazza di St. Michele No. 5.»
Sonata casi una fantasía para clavecín o piano, compuesta y dedicada a la señorita condesa Giulietta Guicciardi, de Ludwig van Beethoven. Op. 27, n.º 2. [Publicado] en Viena en casa de Giovanni Cappi en la Michaelerplatz n.º 5.

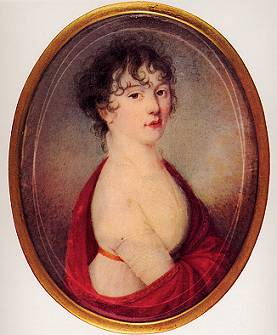
Giulietta Guicciardi, dedicataria de la sonata.

La «damigella» o señorita a la que se refería la dedicatoria anterior era su alumna, la condesa Giulietta Guicciardi de 17 años y de quien se decía que estaba enamorado. Se trataba de la hija del conde Guicciardi, personaje triestino que en primavera de 1800 había sido trasladado a Viena como consejero de la Cancillería de Bohemia. La familia estaba emparentada con los Brunswick, muy amigos de Beethoven y el artista pronto contó a Giulietta entre sus discípulos aristocráticos, no aceptando ninguna remuneración por las lecciones en las que se mostraba muy exigente como profesor. En aquellos días se aproximaba el músico a los treinta años. Al cabo de algún tiempo, las relaciones entre profesor y alumna se convirtieron en un afecto más cálido. Esto se puede comprobar en su correspondencia, ya que después de una carta muy melancólica escrita a Wegeler, el maestro le dirigió otra en la que le decía: 

«Ahora vivo más feliz. No podrás nunca figurarte la vida tan sola y triste que he pasado en estos últimos tiempos... Este cambio es obra de una cariñosa, de una mágica niña que me quiere y a quien yo amo. [...]
 Al cabo de dos años he vuelto a disfrutar de nuevo algunos instantes de felicidad y por primera vez creo que el matrimonio podría hacerme feliz, pero desgraciadamente no es ella de mi posición y no puedo pensar en casarme.»

El sobrenombre Claro de luna se hizo popular tras la muerte de Beethoven. Surgió a raíz de una comparación hecha en 1832 por el poeta y crítico musical alemán Ludwig Rellstab entre el primer movimiento de la pieza y el claro de luna del lago de Lucerna.

## Estructura y análisis
La sonata consta de tres movimientos:
- I. Adagio sostenuto, en do sostenido menor 2
2
- II. Allegretto, en re bemol mayor 3
4
- III. Presto agitato, en do sostenido menor 4
4

La interpretación de esta obra dura aproximadamente 15 minutos. Aunque no existe testimonio directo sobre las razones específicas por las que Beethoven decidió el título para ambas piezas que conforman el op. 27 como Sonata Quasi una fantasia, puede ser significativo que la disposición de la presente obra no siga el modelo tradicional de un movimiento de sonata del periodo clásico que seguía el patrón: rápido - lento [rápido] - rápido. En cambio, esta composición posee una trayectoria ponderada hasta el final, manteniendo la música rápida contenida hasta el tercer movimiento.
En su análisis, el crítico alemán Paul Bekker afirma lo siguiente:

«El movimiento allegro que introduce la sonata, confería a la pieza un determinado carácter desde el principio... que los movimientos posteriores podían complementar pero no cambiar. Beethoven se rebeló contra esta cualidad determinante del primer movimiento. Él quería un preludio, una introducción, no una proposición.»

### I.Adagio sostenuto
El primer movimiento, Adagio sostenuto, está escrito en la tonalidad de do sostenido menor, en compás alla breve y adopta una forma sonata-allegro modificada. Según Harding la estructura del Adagio podría describirse como una forma binaria irregular, pero contiene las características esenciales de la forma sonata. Su estilo es similar al del lied de forma ternaria.[cita requerida]
El tema principal se toma prestado de una balada alemana según señala Teodoro de Wyzewski. Por su parte, Edwin Fischer atribuye la atmósfera de este movimiento a un sentimiento de duelo. En uno de los manuscritos del maestro alemán hay numerosos bocetos de la escena de Don Giovanni de Mozart en la que Don Juan mata al Comendador. Tras estos esbozos el pasaje aparece anotado en do sostenido menor, mostrando una semejanza evidente con este Adagio. Analizando tales evidencias, el carácter no es el de un romántico claro de luna sino el de un solemne himno fúnebre.
Comienza con una octava en la mano izquierda y con figuración de tresillos en ostinato en la derecha. Hector Berlioz llamó a esta melodía "lamento". La dinámica predominante es pianissimo (pp) "muy suave" y sólo en algunos pasajes alcanza el piano (p). Asimismo se indica que "se debe tocar esta pieza delicadísimamente y sin utilizar el pedal de sordina" durante todo el primer movimiento.

### II.Allegretto
El segundo movimiento, Allegretto, está en re bemol mayor y en compás de 3/4. Es un minueto con trio, que curiosamente está en do sostenido mayor, la tonalidad enarmónica de re bemol mayor. Es inusual que ambos estén escritos en la misma tonalidad. Tanto el minueto como el trío presentan una forma binaria sencilla pero no aparece el convencional retorno al primer tema. El carácter es bastante apacible y sin sobresaltos, lo cual contrasta con el siguiente movimiento.

### III.Presto agitato
El tercer y último movimiento, Presto agitato, está en la tonalidad inicial, en compás de 4/4 y sigue la forma sonata. Supone un experimento de Beethoven que consta de rápidos arpegios, escalas y un juego hábil de preguntas y respuestas entre las dos manos. La dificultad de ejecución es muy elevada, en contraste con los movimientos previos. Esta misma hazaña musical es realizada por Beethoven en la Sonata op. 27 n.º 1.

## Indicación de pedal
Beethoven incluyó en la apertura del primer movimiento la siguiente indicación en italiano en cuanto al uso del pedal: 

«Si deve suonare tutto questo pezzo delicatissimamente e senza sordino»

(Se debe tocar con la máxima delicadeza y sin sordina[s]).

La forma de conseguirlo, tanto en los pianos actuales como en los de la época de Beethoven, es pisar el pedal de sostener durante todo el movimiento, o al menos utilizarlo durante todo el movimiento pero volviendo a accionarlo cuando cambia la armonía.
El piano moderno tiene un tiempo de suspensión mucho más largo que los instrumentos de la época de Beethoven, por lo que una aplicación constante del pedal sostenuto crea un sonido disonante. En cambio los intérpretes que emplean un instrumento construido con base histórica, ya sea un piano antiguo restaurado o un instrumento moderno construido sobre principios históricos, son más capaces de seguir las indicaciones de Beethoven al pie de la letra.
Para llevar a cabo la interpretación en un piano moderno se han propuesto varias opciones:
- Una opción es simplemente cambiar el pedal sostenuto periódicamente cuando sea necesario para evitar una excesiva disonancia. Esto se ve, por ejemplo, en las marcas de pedal suministradas por la Casa Ricordi en su publicación de la sonata.[11]
- Charles Rosen sugiere el medio pedal o bien soltar el pedal con una fracción de segundo de retraso.[12] El medio pedal es una técnica que implica una presión parcial del pedal, que se suele emplear para simular el sostenuto más breve del pedal de principios del siglo XIX.
- Joseph Banowetz propone utilizar el pedal sostenuto. El pianista debe pisar el pedal limpiamente y dejar que la vibración simpática de las cuerdas graves proporcione el efecto "difuminado" deseado. Esto se consigue pulsando de forma silenciosa las notas más graves del piano antes de comenzar el movimiento y luego utilizando el pedal sostenuto para mantener estos apagadores arriba durante todo el movimiento.[13]

## Recepción de la obra
La obra llegó a ser muy conocida en su tiempo. Hector Berlioz comentó sobre el primer movimiento de la sonata lo siguiente: «El adagio es uno de esos poemas que el lenguaje humano no acierta a calificar». El alumno de Beethoven, Carl Czerny lo llamó «una escena nocturna, en la que una lastimera voz fantasmal suena en la distancia». La popularidad del movimiento llegó a exasperar a Beethoven hasta tal punto que comentó a Czerny: «Seguramente he escrito cosas mejores».

## Influencia y legado

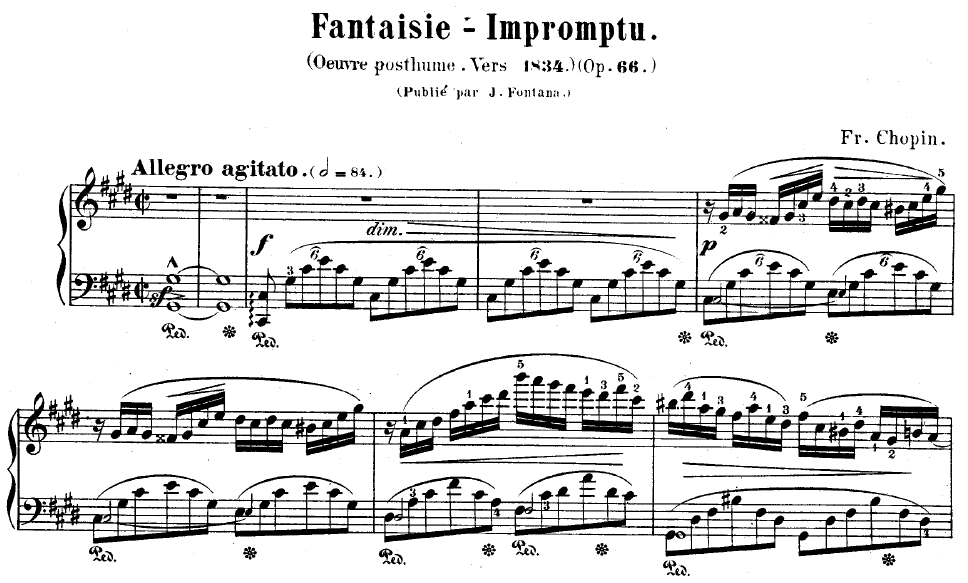
Inicio de la Fantaisie-Impromptu de Chopin.

La sonata en do menor y en particular su tercer movimiento constituyen una fuente de inspiración directa para Frédéric Chopin en la creación de su Fantaisie-Impromptu, que es un homenaje a Beethoven. En ella se manifiestan las relaciones tonales de los tres movimientos de la sonata, las estructuras de acordes, e incluso comparten algunos pasajes. Sobre esta cuestión Ernst Oster escribe lo siguiente: 

«Con la ayuda de la Fantaisie-Impromptu podemos al menos reconocer qué características particulares de la Sonata en do menor encendieron a Chopin. De hecho, podemos considerar a Chopin como nuestro maestro cuando nos señala la coda y nos dice: "Mirad, esto es genial. Fijaos en este ejemplo... La Fantaisie-Impromptu es quizás el único caso en el que un genio nos revela -aunque sólo sea por medio de una composición propia- lo que realmente oye en la obra de otro genio.»

Carl Bohm compuso una pieza para violín y piano llamada Meditation, Op. 296, en la que añade una melodía de violín sobre el primer movimiento inalterado de la sonata de Beethoven.

## En la cultura popular

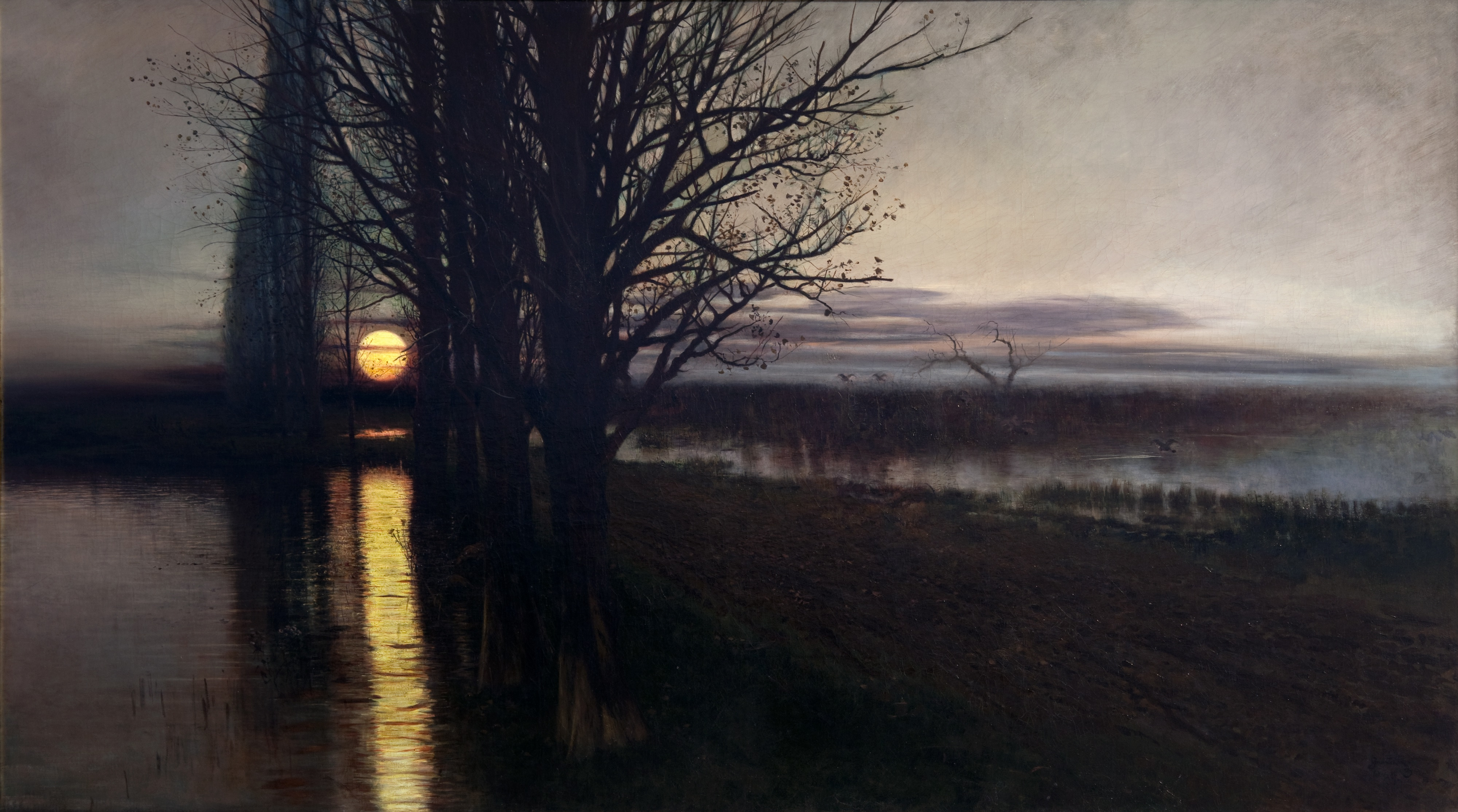
Sonata para piano n.º 14 de Beethoven, del pintor polaco Stanisław Masłowski, 1884.

Esta obra ha servido de inspiración a artistas musicales de diversos géneros para crear sus propias versiones. Tanto las adaptaciones como las interpretaciones de la pieza original han sido incluidas en multitud de bandas sonoras de películas, programas de televisión, videojuegos, etc.
En 1968 durante los primeros ensayos de Elvis Presley para su especial de televisión de la cadena NBC, el coordinador musical Billy Goldenberg ingresa al estudio y encuentra a Elvis sentado al piano interpretando Claro de Luna.

### Adaptaciones
Primer movimiento
- 1960 – "Moonlight Becomes You", pieza del álbum White Satin del pianista de jazz británico George Shearing que se inspira en el famoso Adagio.
- 1966 – "Past, Present & Future" canción del disco homónimo del grupo de soul The Shangri-Las incluye un acompañamiento basado en el primer movimiento.[19]
- 1969 – "Moonlight Sonata", pieza incluida en el disco Six Hours Past Sunset en la que el compositor Henry Mancini hace su versión del original.[19]
- 1969 – "Because" canción incluida en Abbey Road de The Beatles que muestra una fuerte inspiración en el Adagio.[19]
- 1986 - "Moonlight sonata" lado b de la canción "little 15"  de depeche Mode. Esta versión fue tocada por Alan wilder
- 2000 – "The River" pista del disco Sad Clown Bad Dub II del grupo de rap estadounidense Atmosphere utiliza una base en la que se escucha una versión del movimiento inicial de la sonata en un tempo más rápido al habitual.[19]
- 2001 – "Piano & I", canción del álbum Songs in A Minor de Alicia Keys que incluye elementos del primer movimiento de la sonata.[19]
- 2016 – "Better Than Yourself (Criminal Mind Pt. 2)" de Lukas Graham también se inspira en el Adagio.[19]

Tercer movimiento
- 1995 – "See Jim Run, Run Jim Run" del compositor Tommy Tallarico es una versión de este movimiento para el videojuego Earthworm Jim 2.[20]
- 2016 – "Mugen Climax", canción del grupo femenino japonés de J-pop ℃-ute que utiliza el tercer movimiento como parte de la base.[20]

### Inclusión en bandas sonoras
- 1994 – Immortal Beloved, película de Bernard Rose con Gary Oldman en el papel de Beethoven, en la que la Sonata Patética interpretada por Murray Perahia forma parte de la banda sonora junto con otra muchas obras del genio alemán.[21]
- 1995 – Misery, película dirigida por Rob Reiner en cuya banda sonora aparece la Sonata Claro de luna interpretada por Liberace.[21]
- 1996 – Detective Conan: en esta serie japonesa de manga y anime el episodio 11 titulado "Sonata a la luz de la luna"  en España; "Asesinato(s) a la luz de la luna" en Latinoamérica; y "Moonlight Sonata murder case" en Norteamérica. El caso gira en torno a unos asesinatos relacionados con esta sonata.
- 1996 – Resident Evil, videojuego en el que Jill Valentine toca esta pieza cuando interactúa con el piano para activar el acceso a una de las salas de la mansión.[22]
- 1999 – Shadow Man, videojuego en el que se usó como tema de prólogo y de uno de los personajes del juego, Jack el Destripador incluyendo en su batalla como jefe una versión alterada y revertida.[23]
- 2002 – The Pianist, película de Roman Polanski en cuya banda sonora se incluye esta sonata.[21]
- 2003 – Elephant, película de Gus van Sant en la que se puede escuchar el Adagio de la sonata.[21]
- 2010 – Nosso Lar, película brasileña dirigida por Wagner de Assis.